# Teorema del valor medio de Cauchy

Interpretación geométrica: para cualquier función continua en y diferenciable en, entonces existe algún en el intervalo de tal manera que la secante que une los extremos del intervalo es paralela a la tangente en.

Existe un punto del arco fijado donde la tangente es paralela a la cuerda.

En análisis matemático, y más concretamente en cálculo diferencial, el teorema del valor medio de Cauchy es una generalización del teorema del valor medio (de Lagrange). A partir de este puede demostrarse la regla de L'Hôpital, fuerte ayuda para el cálculo de límites con indeterminaciones {\displaystyle \textstyle {\frac {0}{0}}} o {\displaystyle \textstyle {\frac {\infty }{\infty }}}.

## Enunciado
El teorema, aparecido en su Cours d’Analyse (1821), se enuncia de la siguiente manera:
| Sean {\displaystyle f} y {\displaystyle g} continuas en {\displaystyle [a,b]} y derivables en {\displaystyle (a,b)}. Entonces existe al menos un punto {\displaystyle c\in (a,b)} tal que: {\displaystyle (f(b)-f(a))g\,'(c)=(g(b)-g(a))f\,'(c).\,} En el caso de que g(a) ≠ g(b) y además g′(c) ≠ 0, entonces se puede escribir: {\displaystyle {\frac {f'(c)}{g'(c)}}={\frac {f(b)-f(a)}{g(b)-g(a)}}\cdot } Augustin Louis Cauchy |

Nótese el caso particular en el cual g(x)=x, donde entonces la expresión se reduce al teorema del valor medio de Lagrange.

## Demostración
- Sea G(x) una función definida como:

{\displaystyle G(x)=[g(b)-g(a)]\cdot [f(x)-f(a)]-[f(b)-f(a)]\cdot [g(x)-g(a)]\,\!}

donde f(x) y g(x) son funciones continuas en [a,b], derivables en (a,b). Se puede observar por simple inspección que G(a)=0 y G(b)=0.
- Por el Teorema de Rolle, existe un c, perteneciente al intervalo (a,b), tal que G'(c)=0. Así, derivando G(x) se obtiene:

{\displaystyle G'(x)=[g(b)-g(a)]\cdot f'(x)-[f(b)-f(a)]\cdot g'(x)}

y sabiendo que G'(c) es 0

{\displaystyle 0=[g(b)-g(a)]\cdot f'(c)-[f(b)-f(a)]\cdot g'(c)}

de donde se deduce que

{\displaystyle [f(b)-f(a)]\cdot g'(c)=[g(b)-g(a)]\cdot f'(c)}

- Si g(b)-g(a) y g'(c) son distintos de 0, la expresión anterior puede ser escrita como:

{\displaystyle {\frac {f(b)-f(a)}{g(b)-g(a)}}={\frac {f'(c)}{g'(c)}}}

Q.E.D.

## Consecuencias
El teorema de Cauchy es usado para la demostración de otros teoremas. Nos permite, entre otros, demostrar la regla de L'Hôpital:

{\displaystyle \lim _{x\to c}{\frac {f(x)}{g(x)}}=\lim _{x\to c}{\frac {f'(x)}{g'(x)}}}

muy usada en análisis matemático, para el cálculo de límites de la forma de {\displaystyle \textstyle {\frac {0}{0}}} o {\displaystyle \textstyle {\frac {\infty }{\infty }}}.